# Calibrachoa
Calibrachoa este un gen de plante din familia Solanaceae, ordinul Solanales.